# Megopis
Megopis — род жесткокрылых семейства усачей.

## Распространение
Большая часть видов распространены в тропиках Южной и Юго-Восточной Азии.

## Описание
Переднеспинка поперечная, сужена по направлению в переднюю часть, её задние углы более или менее выступают. Третий сегмент усиков очень длинный, на много длиннее первого или четвёртого сегмента, его ширина заходит за основание надкрылий, у самца поверхность первых трёх-пяти сегментов грубо шероховатая, некоторые из них могут быть искривлёнными.

## Классификация
Включает два подрода, в настоящее время рассматриваемые как отдельные роды:
- Aegosoma Serville, 1832
- Spinimegopis Ohbayashi, 1963

Некоторые виды рода:
- Megopis bowringi (Gahan, 1894)
- Megopis caledonica Fauvel, 1906
- Megopis costipennis White, 1853
- Megopis kudrnai Drumont & Vives, 2007
- Megopis mediocostata Gressitt, 1950
- Megopis mutica Audinet-Serville, 1832
- Megopis sulcipennis (White, 1853)
- Megopis vinsoni Quentin & Villiers, 1975